# Harald Felsch
Harald Felsch (* 16. September 1942) ist ein deutscher Kampfsporttrainer und ehemaliger Judoka.

## Karriere
Harald Felsch war der erste Judoka, der nach dem Bau der Berliner Mauer in zwei deutschen Nationalmannschaften zum Einsatz kam, 1962 in der der DDR und von 1964 bis 1972 in der BRD. 1962 wurde er bei den DDR-Einzelmeisterschaften hinter Herbert Niemann und Karl Nitz Dritter. Mit dem SC Dynamo Berlin wurde er 1962 Sieger bei den Meisterschaften der DDR-Sportclubs. Im Dezember 1962 legte er vor der Dan-Prüfungskommission des DJV unter dem Vorsitzenden Henry Hempel die Prüfung zum 1. Dan ab. Eigentlich sollte er im Sportclub die Nachfolge von Nitz antreten, hatte aber ab 1963 mit dem noch jüngeren Klaus Hennig einen ernst zu nehmenden Konkurrenten. Bei einem Auslandsstart in Wien setzte sich Felsch im Mai 1964 von der Mannschaft ab und wechselte in die Bundesrepublik. Mit der Judo-Mannschaft von Post-SV Düsseldorf wurde er später mehrfach Mannschaftsmeister in der Bundesrepublik. Wie in der DDR mit Niemann und Nitz hatte Felsch auch in der BRD mit Peter Herrmann und Klaus Glahn zwei Konkurrenten vor sich, die ihm den Weg zum Einzelmeistertitel verstellten. Felsch war im Olympiakader 1964 und 1972 sowie in den 1960er- und 1970er-Jahren auch mehrfacher Europameisterschafts-Teilnehmer und wurde dabei mit der deutschen Auswahl zweifacher Mannschafts-Europameister. Felsch war mehrfach Meister von Nordrhein-Westfalen und belegte öfter zweite und dritte Plätze bei nationalen und internationalen deutschen Meisterschaften im Halbschwer- und Schwergewicht. Er arbeitete auch als Trainer, z. B. bei SC Nippon Düsseldorf.
1970 eröffnete Felsch ein Sportstudio, dem ein Jahr später das Sportcenter Nippon mit mehreren Sportarten folgte. Er arbeitete 10 Jahre als Fitness-Trainer für den mehrfachen Deutschen Eishockeymeister DEG Düsseldorf sowie für verschiedene Olympiasieger, Welt- und Europameister. Felsch selber spielte Tennis, Volleyball, Eishockey und in vielen Prominenten-Fußballmannschaften.